# Jackyl
Jackyl je americká hard rocková hudební skupina, existující od roku 1990. Skupina je známá hlavně kvůli své skladbě "The Lumberjack" z jejich debutového alba Jackyl, ve které zpěvák skupiny Jesse James Dupree hraje na motorovou pilu, není to však jediná skladba, ve které na ní hraje.

## Diskografie

### Alba
- 1992: Jackyl
- 1994: Push Comes to Shove
- 1996: Night of the Living Dead
- 1997: Cut the Crap
- 1998: Choice Cuts
- 1998: Stayin' Alive
- 2002: Relentless
- 2003: 20th Century Masters – The Millennium Collection: The Best of Jackyl
- 2004: Live at the Full Throttle Saloon
- 2010: When Moonshine and Dynamite Collide